# Луцій Корніфіцій
Луцій Корніфіцій (75 — після 32 р. до н. е.) — політичний та військовий діяч Римської республіки, консул 35 року до н. е.

## Життєпис
Походив з плебейського роду Корніфіціїв. Син Луція Корніфіція. 
У 43 році до н. е. згідно із законом Квінта Педія, за ініціативою Октавіана, звинуватив Марка Юнія Брута у вбивстві Гая Цезаря. Після цього брав участь у війнах на боці Октавіана. У 38 році до н. е. призначено командувачем частиною флоту у війні проти Секста Помпея. Для цього Корніфіцій привів свою ескадру з Равени до Тарента. Відзначився у морській битві у сицилійській протоці проти Демохара, легата Секста Помпея. 
У 36 році до н. е. Луцій Корніфіцій був на чолі 3 легіонів, які висадилися у м. Тавроменій, що в Сицилії. Завдяки вправним діям врятував військо Октавіана, перейшовши до м. Міли. У 35 році до н. е. став консулом. У 34—33 роках до н. е. як проконсул керував провінцією Африка. Тут вправно воював з ворогами Октавіана та місцевими племенами. По поверненню до Риму відсвяткував тріумф. На кошти від африканської здобичі відбудував храм Діани на Авентинському пагорбі.